# Skogen Station
Skogen Station (Skogen stasjon) er en metrostation på Holmenkollbanen på T-banen i Oslo. Stationen ligger 378,0 meter over havet.
Stationen åbnede i 1916, da banen blev forlænget fra Holmenkollen, nu Besserud, til Frognerseteren, men hed da Voksenskogen. Navnet blev senere ændret til Skogen, samtidig med at nabostationen, Lia, skiftede navn til Voksenlia.
Stationen blev moderniseret i midten af 1990’erne. Perronen mod byen blev flyttet 20 meter mod nord, forlænget og fik en ny adgang fra Jerpefaret. Samtidig blev overgangen i niveau fjernet.